# ヴィジョン・ディヴァイン
ヴィジョン・ディヴァイン（Vision Divine）は、イタリア出身のメロディックスピードメタル/プログレッシブ・メタル・バンド。
1998年に、オラフ・トールセン（ギター）のプロジェクト・バンドから誕生した。

## 略歴

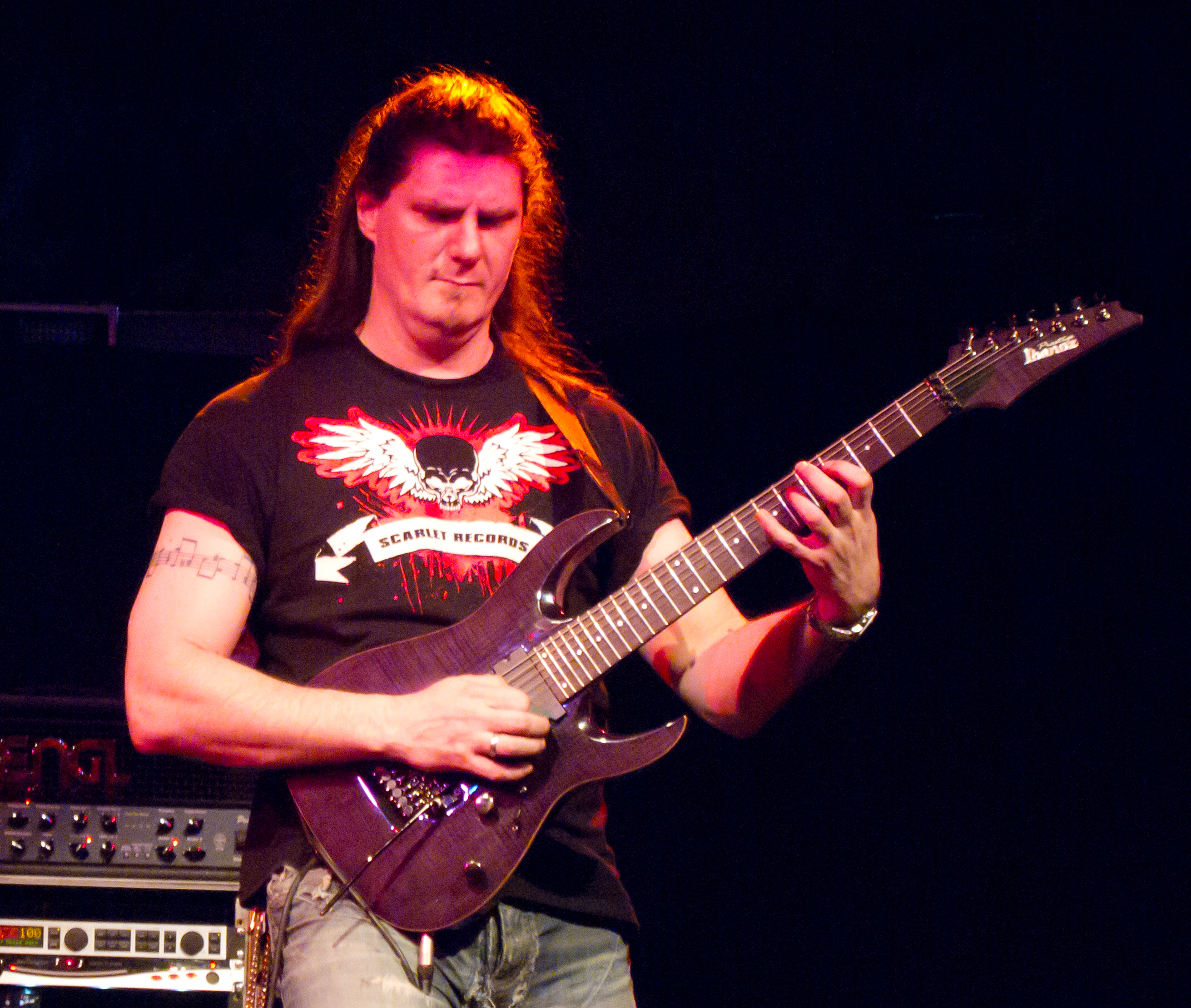
オラフ・トールセン(G) ラビリンス在籍期

1998年、パワーメタル・バンド「ラビリンス」のギタリストであるオラフ・トールセンが、ソロのプロジェクトを始める。
かつてラビリンスの同僚だったファビオ・リオーネにボーカルを依頼してから、ソロ・プロジェクトは急速に独立したバンドへと姿を変えていく。マット・スタンチョーユ（ドラム）、アンドリュー・ポールズ（キーボード）、アンドレア・トッリチニ（ベース）が参加したラインナップで活動を開始。
バンド名の由来は、オラフ・トールセンが在籍していた「ラビリンス」の改名前のバンド名であった「Vision」と、オラフ・トールセンのソロ・アルバムのタイトルを意図する「Divine」の、2つの言葉のコンビネーションから創られた。
1999年、1stアルバム『ヴィジョン・ディヴァイン』リリース。
2000年、南米ツアー：アルゼンチン、チリ、ブラジル、パナマ、メキシコ（共演/ラビリンス、シナジー）
2001年、サイド・ギタリストとしてフェデリコ・プレリ加入。
2002年、2ndアルバム『センド・ミー・アン・エンジェル』リリース。同2002年終盤、オラフ・トールセンがラビリンスを脱退、ヴィジョン・ディヴァインに専念することを発表。マット・スタンチョーユとアンドリュー・ポールズが脱退。後任としてオレグ・スミルノフ（キーボード、元Eldritch、Death SS）が加入。
2003年、マッテオ・アモローゾ（ドラム、元Athena）が加入、ファビオ・リオーネ脱退。新しいボーカリストとして、高いスキルと才能を持ち（1998年ロサンジェルスのV.I.T.を卒業）、ライブ・パフォーマンスに於いても際だった経験を持つミケーレ・ルッピが加入。
2004年、3rdアルバム（コンセプト・アルバム）『ストリーム・オブ・コンシャスネス』リリース。新ラインナップで希望を新たにしたバンドは、以前のマネージャーやレコード会社との契約を全て打ち切り、新しくイタリア圏内ではスカーレット・レコード、日本向けにキングレコード、その他の地域向けにメタル・ブレイドとの契約を結ぶ。
2005年、初のライブビデオ『ステージ・オブ・コンシャスネス』、続いてストラトヴァリウスのティモ・トルキをプロデューサーに迎え制作された4thアルバム『ザ・パーフェクト・マシーン』リリース。この際、長年ライブ時のサポートギタリストを務めてきたフェデリコ・プレリ（ギター）が正式メンバーとなり、マッテオ・アモローゾが脱退。同年10月には、念願であった日本公演（大阪・東京）を行う。日本公演後、バンドに大きく貢献したオレグ・スミルノフが脱退。
2006年、アレッシオ・ルカッティ（キーボード）、リッキー・クワリアト（ドラム）が加入。続いてアンドレア・トッリチニが脱退、経験豊富かつ最高水準のベース・プレーヤーの一人であるクリスティアーノ・ベルトッキ（元ラビリンス）が後任として加入。バンドとして結束を深めたバンドは、この9月に北米・南米ツアーを行う。10月にリッキー・クワリアトが脱退。
2007年、再びティモ・トルキをプロデューサーに迎え、5thアルバム『ザ・25th・アワー』をリリース。なお、ドラマーとしてアレッサンドロ・ビサが加入。
2008年、2月にバンド結成10周年の記念として、元メンバーをゲストに迎えライブを行う。4月にミケーレ・ルッピが脱退。5月末にファビオ・リオーネの復帰が発表される。
2009年、6thアルバム『ナイン・ディグリーズ・ウエスト・オブ・ザ・ムーン』をリリース。
2012年、7thアルバム『デスティネーション・セット・トゥ・ノーウェア』をリリース。クリスティアーノ・ベルトッキが脱退し、アンドレア・トッリチニが復帰。
2016年、ドラムがアレッサンドロ・ビサから、マイク・テラーナに交代。

## メンバー

### 現ラインナップ
- イヴァン・ジャンニーニ（Ivan Giannini） - ボーカル（2018年- ）
- オラフ・トールセン（Olaf Thorsen） - ギター（1998年- ）
- フェデリコ・プレリ（Federico Puleri） - ギター（2005年- ）
- アンドレア・トッリチニ（Andrea "Tower" Torricini） - ベース（1999年-2006年、2012年- ）
- アレッシオ・ルカッティ（Alessio Lucatti） - キーボード（2006年- ）
- マイク・テラーナ（Mike Terrana） - ドラム（2016年- ）

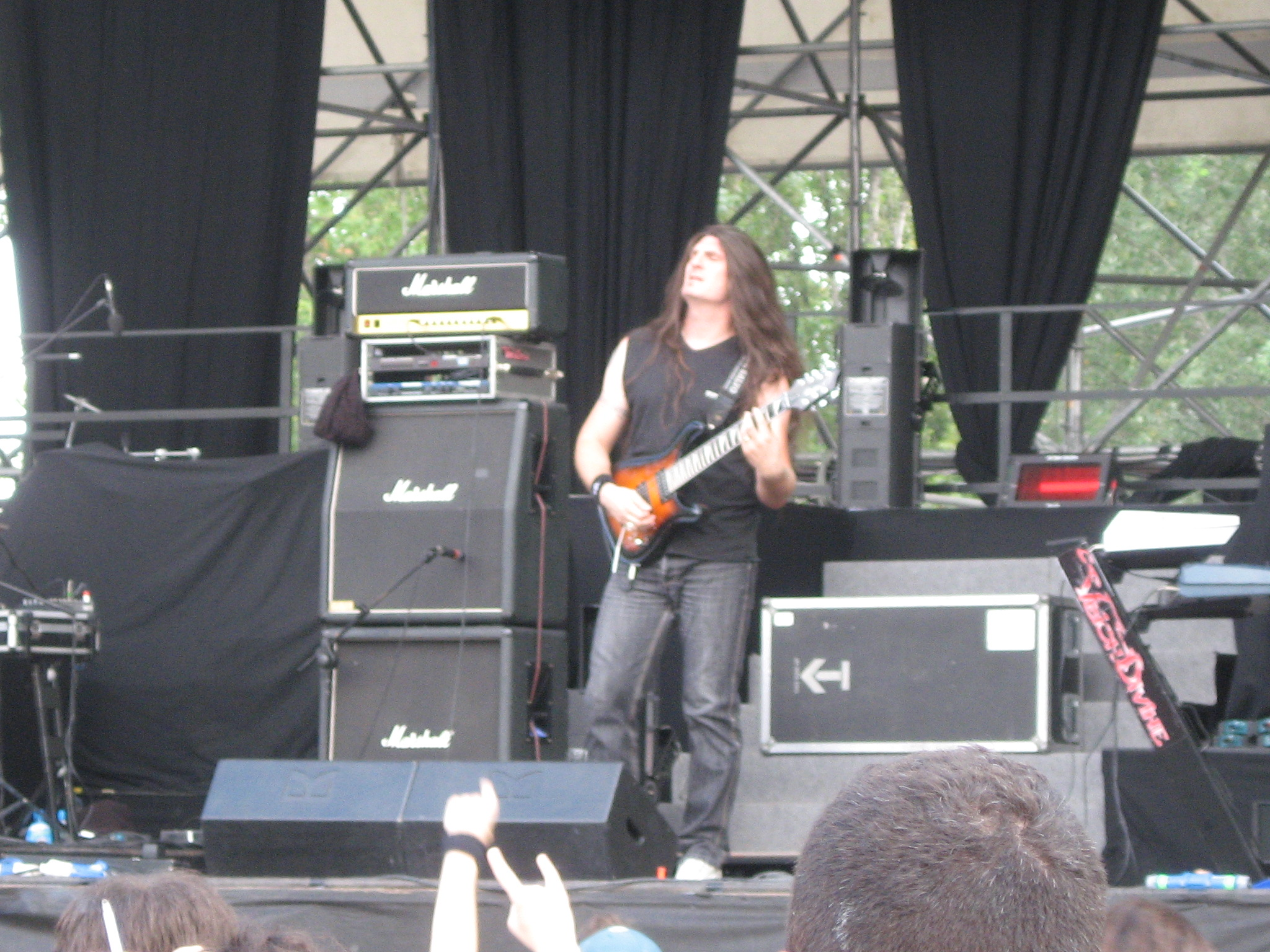
オラフ・トールセン(G) 2008年
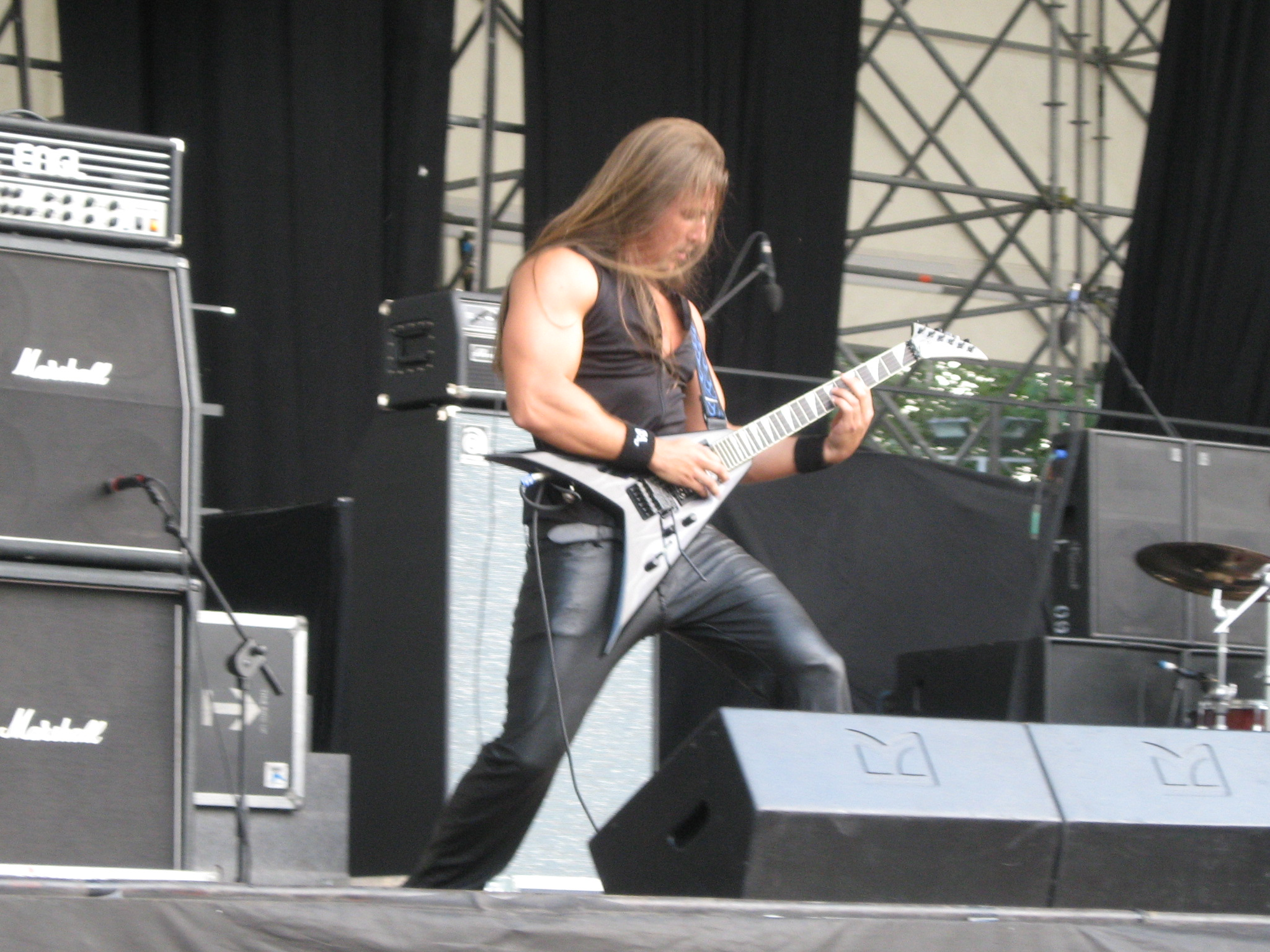
フェデリコ・プレリ(G) 2008年
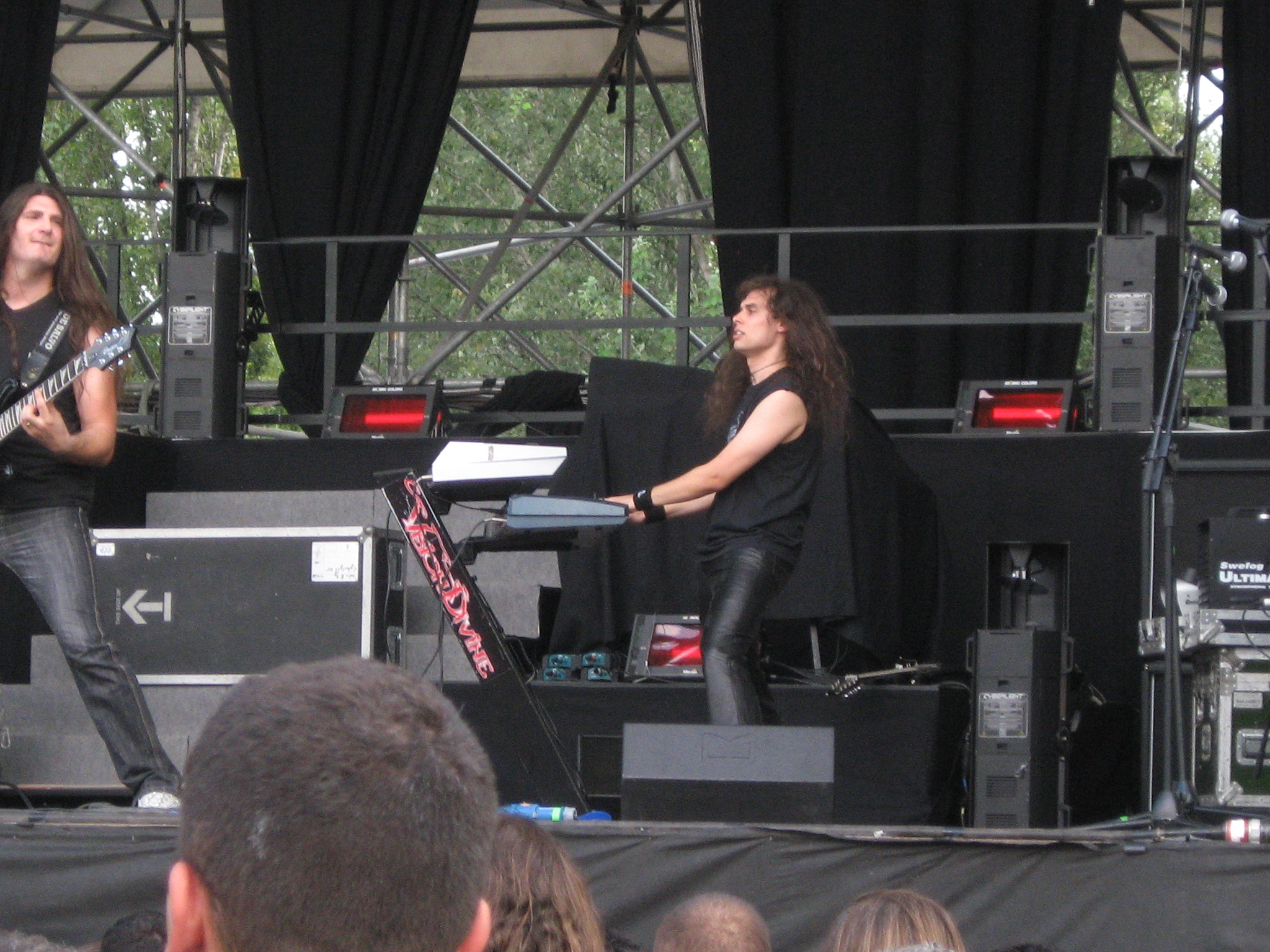
アレッシオ・ルカッティ(Key) 2008年
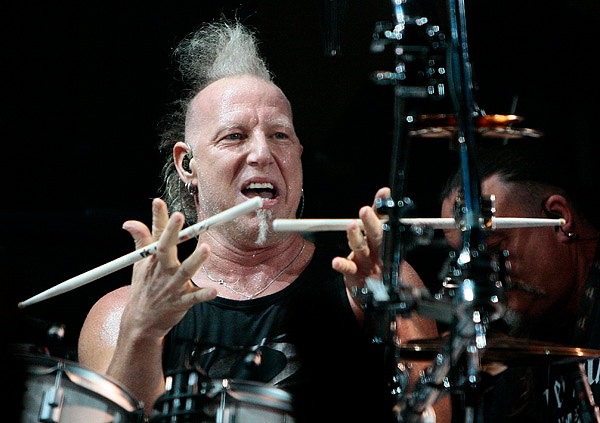
マイク・テラーナ(Ds) 2012年

### 旧メンバー
- マット・スタンチョーユ（Mat Stancioiu） - ドラム（1999年-2002年）
- アンドリュー・ポールズ（Andrew "Mc" Pauls） - キーボード（1999年-2002年）
- オレグ・スミルノフ（Oleg Smirnoff） - キーボード（2002年-2005年）
- ミケーレ・ルッピ（Michele Luppi） - ボーカル（2003年-2008年）
- マッテオ・アモローゾ（Matteo Amoroso） - ドラム（2003年-2005年）
- クリスティアーノ・ベルトッキ（(Cristiano Bertocchi） - ベース（2006年-2012年） ※2014年、ウインド・ローズに加入
- リッキー・クワリアト（Ricky Quagliato） - ドラム（2006年）
- アレッサンドロ・ビサ（Alessandro "Bix" Bissa） - ドラム（2007年-2016年）

### サポート・メンバー
- ダニール・モリーニ（Danil Morini） - ドラム（2005年-2006年） ※ツアーメンバー

## ディスコグラフィ

### アルバム
- 『ヴィジョン・ディヴァイン』 - Vision Divine（1999年）
- 『センド・ミー・アン・エンジェル』 - Send Me an Angel（2002年）
- 『ストリーム・オブ・コンシャスネス』 - Stream of Consciousness（2004年）
- 『ザ・パーフェクト・マシーン』 - The Perfect Machine（2005年）
- 『ザ・25th・アワー』 - The 25th Hour（2007年）
- 『ナイン・ディグリーズ・ウエスト・オブ・ザ・ムーン』 - 9 Degrees West of the Moon（2009年）
- 『デスティネーション・セット・トゥ・ノーウェア』 - Destination Set to Nowhere（2012年）
- 『ホウェン・オール・ザ・ヒーローズ・アー・デッド』 - When All The Heroes Are Dead（2019年）

### 映像作品
- 『ステージ・オブ・コンシャスネス』 - Stage of Consciousness（2005年）